# Odélia Mafanela
Odélia Mafanela (Beira, 14 aprile 1989) è una cestista mozambicana.

## Carriera
Con il Mozambico ha disputato i Campionati mondiali del 2014.